# Anaphes fabarius
Anaphes fabarius är en stekelart som först beskrevs av Camillo Rondani 1877.  Anaphes fabarius ingår i släktet Anaphes och familjen dvärgsteklar. Inga underarter finns listade i Catalogue of Life.